# 曽呂利新左衛門
曽呂利 新左衛門（そろり しんざえもん）は、落語家の名跡。2代目の死後は空き名跡となっている。

## 初代（先代）曽呂利 新左衛門

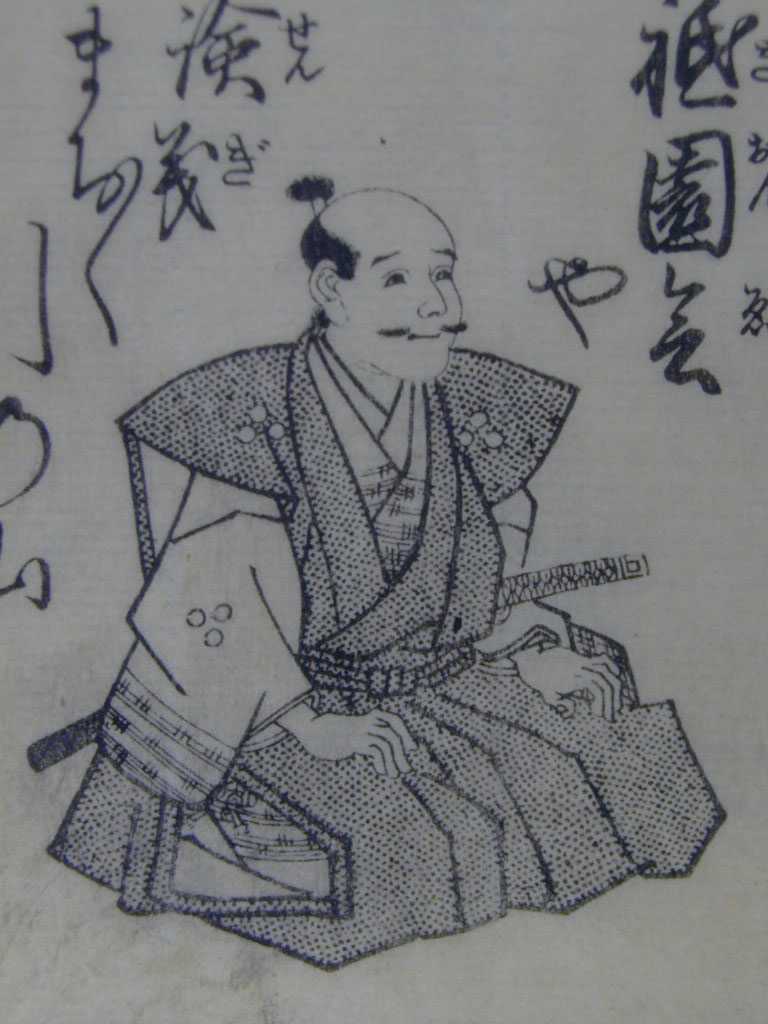
初代曽呂利新左衛門

豊臣秀吉に御伽衆として仕えたといわれる人物。落語家の始祖とも言われ、ユーモラスな頓知で人を笑わせる数々の逸話を残した。堺で刀の鞘を作っていた杉本新左衛門（坂内宗拾）という鞘師で、作った鞘には刀がそろりと合うのでこの名がついたという（『堺鑑』）。架空の人物と言う説や、実在したが逸話は後世の創作という説がある。また、茶人で落語家の祖とされる安楽庵策伝と同一人物とも言われる。
茶道を武野紹鴎に学び、香道や和歌にも通じていたという（『茶人系全集』）。『時慶卿記』に曽呂利が豊臣秀次の茶会に出席した記述がみられるなど、『雨窓閑話』『半日閑話』ほか江戸時代の書物に記録がある。本名は杉森彦右衛門で、坂内宗拾と名乗ったともいう。
大阪府堺市堺区市之町東には新左衛門の屋敷跡の碑が建てられており、堺市内の長栄山妙法寺には墓がある。没年は慶長2年(1597年)、慶長8年(1603年)、寛永19年(1642年)など諸説ある。

### 逸話
- 秀吉が、猿に顔が似ている事を嘆くと、「猿の方が殿下を慕って似せたのです」と言って笑わせた[1]。
- 秀吉から褒美を下される際、何を希望するか尋ねられた新左衛門は、今日は米1粒、翌日には倍の2粒、その翌日には更に倍の4粒と指数関数の法則で日ごとに倍の量の米を100日間（1か月間[2]とも、日にちではなく江州三井寺の石階51段分[3]とも伝わる）もらう事を希望した。米粒なら大した事はないと思った秀吉は簡単に承諾したが、日ごとに倍ずつ増やして行くと100日後には膨大な量になる事に途中で気づき、他の褒美に変えてもらった[4]。（関連： 2の冪 チェス盤と小麦の問題（英語版））
- 御前でおならをして秀吉に笏で叩かれて、とっさに「おならして国二ヶ国を得たりけり頭はりまに尻はびっちう（びっちゅう）」という歌を詠んだ。
- ある時、秀吉が望みのものをやろうといったところ、「耳のにおいを毎日嗅がせてほしい」と願い、人々の前で口を秀吉の耳に寄せるようになった。大名たちは陰口をきかれたかと心落ち着かず、新左衛門に山のような贈物を届けたという[1]。
- 秀吉が、大名たちに「一人ずつ、大きな歌を詠め」と命じた。細川藤孝が「天と地を　団子に丸め　手に乗せて　ぐっと飲めども　喉にさわらず」と詠んで皆を感心させると、曽呂利が「天と地を　団子に丸め　飲む人を　鼻毛の先で　吹き飛ばしけり」と詠んだところ秀吉に感心され、褒美を与えられた。次に秀吉が「日本一、小さい歌を詠め」と命じたところ、ある大名が「髪の毛を　千筋に割いて　城を建て　百万えきの篭城をする」と詠んだ。これに続いて曽呂利が「蚊のこぼす　涙の海の　浮島の　真砂拾いて　千々に砕かん」と詠った。秀吉は両方を褒めてそれぞれに褒美を与えた[5]。

## 二世 曽呂利新左衛門
二世 曽呂利 新左衛門（にせ そろり しんざえもん、天保13年10月15日（1842年11月17日） - 1923年7月2日）は、大阪生まれの上方噺家。本名: 猪里重次郎（いさと じゅうじろう）。
大坂新町の友禅染屋に生まれる。父は悉皆屋倉橋屋与兵衛。幼少時から素人落語に加わり、桂猫丸、桂夢丸、文の家かしくなどを名乗る。しかし、18歳の時に家族に内緒で講談師の初代玉龍亭一山が席亭を務めるいろは山席に出演していたところを同じ職人に見つかり、このことで父に勘当されて家出をし、やむを得ず堀江で油屋から幇間となって、京都で千九八、大坂堀江で観八を名乗る。一方で半玄人で客分や貸席で活動。
1865年、初代笑福亭松鶴門に入り、京都矢田の席で初舞台。以降京都笑福亭で高座を務め二代目笑福亭松竹となる。後、大阪に戻り笑福亭梅香を名乗るが、師匠・松鶴との不和や死去などで再び幇間や地方廻りを余儀なくされた。大阪に戻り新町九軒末廣亭で松竹亭梅花と改める。1869年10月、座長となり、再び旧名の笑福亭梅香に戻る。1873年3月、それまで客分弟子であった初代桂文枝の正式な門下になり、初代桂文之助を名乗る。同門の初代桂文三（→二代目桂文枝→桂文左衛門）、二代目桂文都（→二代目月亭文都）、初代桂文團治と共に、「四天王」と称えられた。文枝没後、二代目文枝襲名争いで一門が混沌とし、1年ほど東京の寄席に出演。1885年には京都幾代席に出演。
このころから絵画を久保田米僊に、茶道を武者小路千家に学び、松露庵宋拾を称したこともある。1886年、久保田米僊らの勧めにより二代目曽呂利新左衛門を襲名。ただし「偽」に洒落て「ニセ」と読ませるため、あえて二世曽呂利新左衛門と名乗った。1887年に座員、席亭と不和になり幾代席を離れ、大阪に戻ったが、以降名古屋など地方が多くなる。1896年正月から三友派に客分で加入、その後会長を勤めた。1910年、68歳で引退して三友派の顧問に就任、1912年に正式に引退披露興行を行った。以降風流三昧の余生を過ごした。
大ネタよりも、軽い小噺や、座敷芸などで本領を発揮した、どちらかというと才人肌の人であった。上方で膝隠しと見台を使わずに演じた最初の噺家とされる。また、多くの新作・改作をも物にし、達者な筆遣いで活字化している。また余芸で得意の絵を生かし客から端唄のお題を貰いその端唄を唄いながら端唄にちなんだ絵を描くという芸も評判になっている。
数々の奇行でも知られ、1914年6月には「香典保存会」と銘打って生き葬式（生前葬）を挙行、この会で集めた香典は余生の生活費に充てた。実際の死後に行われた本葬では寺中を桜の造花で飾りつけ、生前のあだ名が「お骨の生焼け」であったことから、自らの頭蓋骨をガラス箱に入れて参列者に見物させたりした。墓所は大阪市天王寺区の隆専寺。法名: 轉譽法輪漁仙居士。
弟子には二代目桂文之助、三代目桂梅香、三代目桂藤兵衛（元川傳吉）、浮世亭◯◯（うきよてい まるまる、後の川上音二郎）、初代桂枝太郎、二代目桂猫丸、桂柳枝らがいる。
また実の子猪里桃太郎は歌舞伎の十一代目片岡仁左衛門の門下になって片岡我太郎を名乗った。
SPレコードは『紙手紙』『馬部屋』等の数種類残されていて上方落語の最も古い録音で往事の芸風を偲ぶことができる。

## 関連作品
すべて初代（先代）曽呂利 新左衛門のみであることに注意
小説
- 安藤英男『曽呂利新左衛門』（1981年7月 鈴木出版 ISBN 978-4875743071）[6]
- 童門冬二『秀吉の知恵袋 曽呂利新左衛門』（2003年9月 実業之日本社 ISBN 4-408-53444-7）[7]
- 谷津矢車『曽呂利!』（2015年8月 実業之日本社 ISBN 978-4-408-53669-9）[8]
- 北野武『首』（2019年12月 角川文庫 ISBN 978-4-04-108829-6）[9]

漫画
- 石川兼次郎（編）『漫画 ソロリ新左エ門』（1947年 富士屋書店）[10][11]
- 太田じろう『曽呂利新左エ門』（1949年 ひばり書房）[12]

テレビドラマ
- 子供の時間 ドラマ『へこたれんぞ』（1970年 NHK）[13]

映画
- 首（2023年・KADOKAWA、原作・監督：北野武、演：木村祐一）